# Circumferència

La circumferència C amb centre el punt O. En vermell un dels seus radis R i en blau un dels seus diàmetres D.

Una circumferència és la corba plana tancada formada pel conjunt de tots els punts del pla la distància dels quals a un punt donat del pla (centre) és constant i anomenada radi. De manera equivalent, és la corba tancada que descriu un punt que es mou sobre el pla amb la condició que la distància entre ell i un punt fixat sigui constant.
S'anomena radi a qualsevol dels segments amb un extrem al centre i l'altre sobre la circumferència; per extensió, també s'anomena radi a la longitud d'aquests segments.
Un diàmetre és qualsevol segment que tingui els seus extrems a la circumferència i que passi pel centre. Tots aquests segments tenen la mateixa longitud, també anomenada diàmetre. Així definit, el diàmetre és doble del radi.
Dividint la longitud de qualsevol circumferència {\displaystyle C} pel seu diàmetre {\displaystyle D} s'obté el valor del nombre irracional {\displaystyle \pi } que és aproximadament igual a 3,1416. Així que per calcular la longitud de la circumferència s'utilitza la fórmula {\displaystyle C=\pi \cdot D} o de forma equivalent, utilitzant el valor {\displaystyle R} del radi, {\displaystyle C=2\cdot \pi \cdot R}
El cercle és la figura delimitada per la circumferència. L'àrea de la superfície del cercle és {\displaystyle {\text{Àrea cercle}}=\pi \cdot R^{2}}.
Una circumferència no és un polígon perquè no té costats ni vèrtexs tot i que es pot aproximar tant com es vulgui per un polígon regular fent-lo d'un nombre de costats prou gran; per això col·loquialment de vegades es diu que una circumferència és un polígon regular d'infinits costats.
La circumferència és un cas particular d'el·lipse en què els dos focus coincideixen. Les circumferències són les seccions còniques que s'obtenen quan un pla interseca una superfície cònica perpendicularment a l'eix d'aquesta.
L'equació de la circumferència definida com el lloc geomètric dels punts {\displaystyle (x,y)} del pla cartesià, situats a distància {\displaystyle R} del punt {\displaystyle (a,b)} és 
{\displaystyle {\sqrt {(x-a)^{2}+(y-b)^{2}}}=R}

## Història

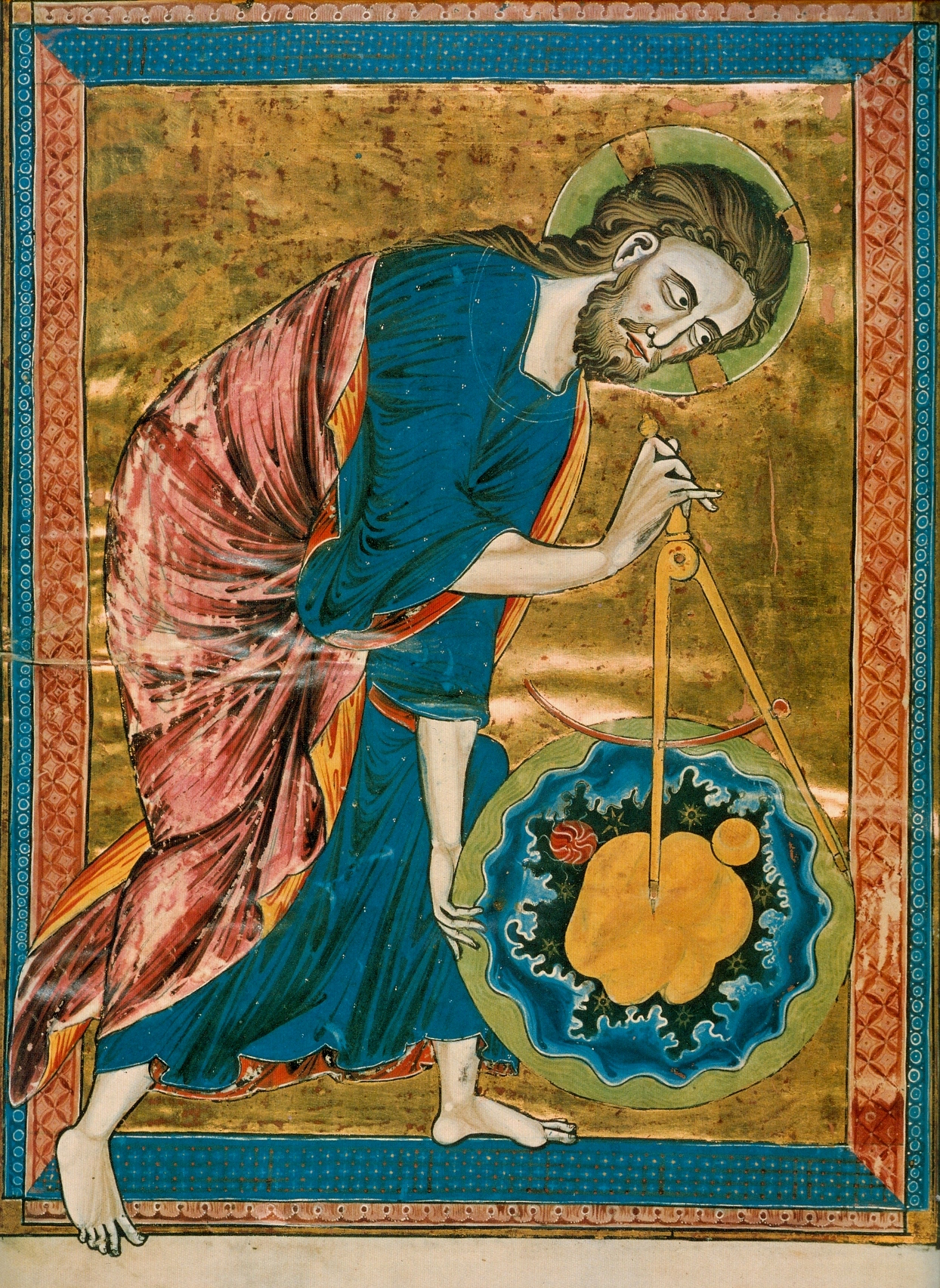
En aquest manuscrit de el compàs és un símbol de l'acte de Déu de la creació.

La circumferència és coneguda des d'abans del començament de la història escrita. És la base per la roda, que, amb invencions relacionades com les rodes dentades, fan possible gran part de civilització moderna. En matemàtiques, l'estudi de la circumferència ha ajudat a inspirar el desenvolupament de la geometria i càlcul infinitesimal.
La geometria i l'astronomia, especialment en l'edat mitjana, relacionaven la circumferència amb allò diví. Molts creien que hi havia alguna cosa intrínsecament "divina" o "perfecta" que es podria trobar en les circumferències.
Alguns apunts de la història de les circumferències són:
- 1700 aC – El papir Rhind dona un mètode per trobar l'àrea d'un camp circular. El resultat correspon a 256/81 com a valor aproximat de {\displaystyle \pi }.[2]
- 300 aC – El llibre 3 dels elements d'Euclides tracta les propietats de les circumferències.[3]
- 1880 – Lindemann demostra que {\displaystyle \pi } és transcendent, tancant definitivament l'antic problema que havia ocupat els matemàtics durant mil·lennis de la quadratura del cercle.[4]

## Línies relacionades amb la circumferència

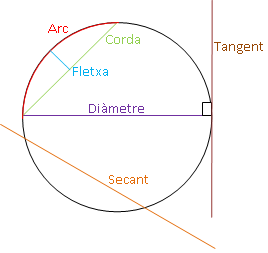
Diverses línies relacionades amb una circumferència

Una corda és un segment que té els seus extrems en la circumferència. Una corda que passa pel centre és un diàmetre. El bocí de circumferència que hi ha entre els extrems d'una corda és un arc de circumferència. El segment perpendicular a la corda que va des del centre de la corda fins a l'arc, és la fletxa.
Una recta es diu que és tangent a la circumferència si està en el mateix pla i la toca però no la talla. Això és equivalent a dir que a més d'estar continguda en el pla de la circumferència és perpendicular al diàmetre de la circumferència que passa pel punt de contacte entre la recta i la circumferència.
Una recta es diu que és secant a una circumferència si la talla. Això és equivalent a dir que la intersecció entre la recta i la circumferència són dos punts.

## Propietats de la circumferència

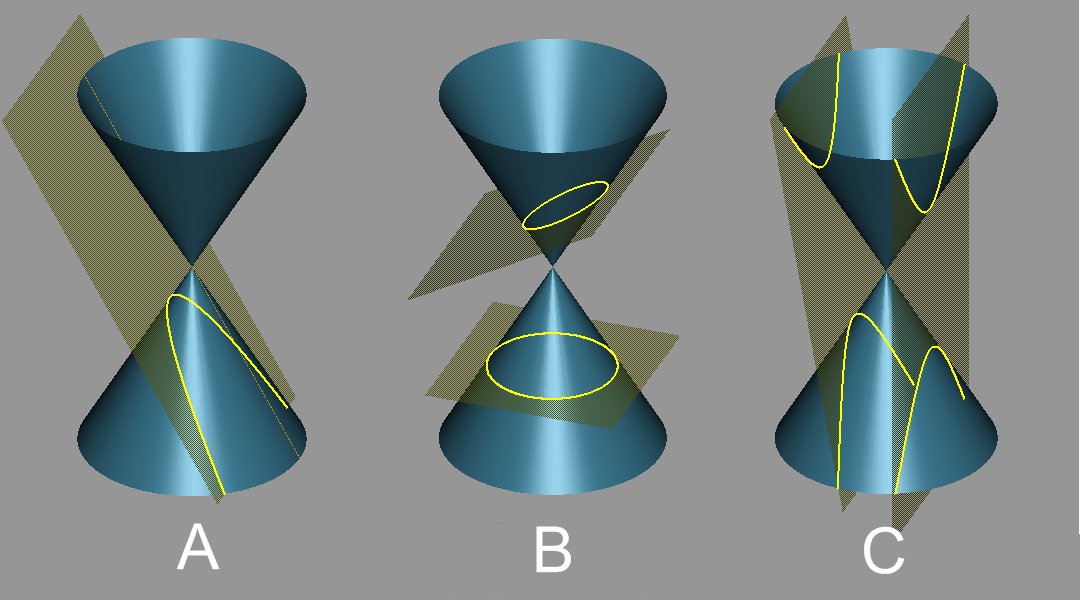
La circumferència és la corba que s'obté en la intersecció d'un con amb un pla perpendicular a l'eix del con. És el cas de la imatge B inferior

La figura delimitada per la circumferència s'anomena cercle.
- La circumferència és la corba que tanca una àrea més gran per a una llargada donada del seu perímetre. (Vegeu desigualtat isoperimètrica.)
- La circumferència és una forma altament simètrica: totes les rectes a través del centre formen un eix de simetria de reflexió i té simetria rotacional al voltant del centre per a tots els angles. El seu grup de simetria és el grup ortogonal O(2,R). El grup de rotacions per si sol és el grup circular T.
- Totes les circumferències són semblants.
  - El perímetre d'una circumferència i el seu radi són proporcionals.
  - L'àrea tancada per la circumferència i el quadrat del seu radi són proporcionals.
    - Les constants de proporcionalitat són 2π i π, respectivament.
- La circumferència centrada a l'origen amb radi 1 s'anomena la circumferència goniomètrica.
- A través de tres punts qualssevol, no tots sobre la mateixa recta, hi passa una única circumferència.
- La circumferència és la corba cònica tancada que s'obté en la intersecció d'un con amb un pla perpendicular a l'eix del con.

- La longitud d'una circumferència de radi R és:

{\displaystyle 2\cdot \pi \cdot R}

### Propietats de les cordes
- Les cordes són equidistants del centre d'una circumferència si i només si són iguals en llargada.
- La bisectriu perpendicular d'una corda passa a través del centre d'una circumferència; afirmacions equivalents que provenen de la unicitat de la bisectriu perpendicular:
  - Una línia perpendicular a la corda que passa pel centre d'una circumferència divideix la corda en dues parts iguals.
  - El segment de recta que passa pel centre i que divideix una corda en dues parts iguals és perpendicular a la corda.
- Si un angle central i un angle inscrit d'una circumferència abasten la mateixa corda i en el mateix costat de la corda, llavors l'angle central és dues vegades l'angle inscrit.
- Si dos angles inscrits abasten la mateixa corda i en el mateix costat de la corda, llavors són iguals.
- Si dos angles inscrits abasten la mateixa corda i en diferents costats de la corda, llavors són suplementaris.
  - Per a un quadrilàter cíclic, l'angle exterior és igual a l'interior davant angle.
- Un angle inscrit que abasta un diàmetre és un angle recte.
- El diàmetre és la corda més llarga de la circumferència.

### Propietats de les fletxes
- La fletxa (també coneguda com el versinus) és un segment de recta dibuixat perpendicular a una corda, entre el punt mitjà de la corda i la circumferència.
- Si y és la llargada de la corda, i x la llargada de la fletxa, es pot fer servir el teorema de Pitàgores per calcular el radi de l'única circumferència que encaixa amb les dues línies:

{\displaystyle r={\frac {y^{2}}{8x}}+{\frac {x}{2}}.}
Una altra prova d'aquest resultat que depèn només de les dues propietats de la corda donades a dalt és la següent. Donada una corda de llargada y i amb fletxa de llargada x, com que la fletxa s'encreua al punt mitjà de la corda, sabem que és part d'un diàmetre del cercle. Com que el diàmetre és dues vegades el radi, la part "que manca" del diàmetre és de llargada (2r − x). Fent servir el fet que un part d'una corda multiplicada per l'altra part és igual al mateix producte pres al llarg d'una corda que encreua la primera corda, es troba que ((2r − x)x = (y/2)². Resolent per a r, s'obté el resultat que es buscava.

### Propietats de les tangents
- La recta perpendicular a un radi a través del punt final del radi és una tangent a la circumferència.
- Una línia perpendicular a una tangent a través del punt de contacte amb una circumferència passa a través del centre de la circumferència.
- Des de qualsevol punt exterior a una circumferència sempre es poden dibuixar dues tangents, i en cada una d'aquestes tangents la distància entre el punt exterior i el punt de contacte amb la circumferència és la mateixa.

## Equacions de la circumferència

### Coordenades cartesianes

Circumferència de radi r = 1, amb centre a (a, b) = (1.2, -0.5)

En un sistema de coordenades cartesianes, s'acostuma a descriure una circumferència centrada en el punt {\displaystyle (a,b)} i de radi {\displaystyle R} com:
{\displaystyle (x-a)^{2}+(y-b)^{2}=R^{2}}
Desenvolupant l'equació es troba l'equació en forma estesa de la circumferència:
{\displaystyle x^{2}+y^{2}+Dx+Ey+F=0},
on {\displaystyle a=-D/2}; {\displaystyle b=-E/2}; {\displaystyle R={\sqrt {a^{2}+b^{2}-F}}}.

### Coordenades polars
La circumferència de radi {\displaystyle R} centrada en el {\displaystyle (0,0)} s'expressa de manera natural en un sistema {\displaystyle (r,\theta )} de coordenades polars com:
{\displaystyle r=R\quad \theta \in [0,2\pi )}
Si no està centrada a l'origen, llavors la seva equació en coordenades polars és:
{\displaystyle r^{2}-2rr_{0}\cos(\theta -\varphi )+r_{0}^{2}=a^{2}\,}
on a és el radi de la circumferència, r0 és la distància de l'origen al centre de la circumferència, i φ és l'angle mesurat en sentit contrari de les agulles del rellotge des de l'eix d'abscisses positiu a la línia que connecta l'origen al centre de la circumferència. Pel cas d'una circumferència centrada a l'origen, es redueix a simplement q r = a. Que és equivalent al cas anterior.

### Forma paramètrica
També es pot expressar la circumferència en forma paramètrica com:
{\displaystyle x=a+c\cos t,\ y=b+c\sin t,\qquad t\in [0,2\pi ]}
on t és una variable paramètrica, que s'interpreta geomètricament com l'angle que forma el radi de l'origen a (x, y) amb l'eix d'abscisses.

### Coordenades estereogràfiques
Alternativament, en coordenades estereogràfiques, la circumferència té una parametrització
{\displaystyle x=a+r{\frac {1-t^{2}}{1+t^{2}}}}
{\displaystyle y=b+r{\frac {2t}{1+t^{2}}}.}

### Coordenades homogènies
En coordenades homogènies cada secció cònica amb l'equació d'una circumferència és de la forma
{\displaystyle \ ax^{2}+ay^{2}+2b_{1}xz+2b_{2}yz+cz^{2}=0.}
Es pot demostrar que una secció cònica és una circumferència si i només si el punt I(1: i: 0) i J(1: -i: 0) queden sobre la secció cònica.

## Punts d'intersecció amb una recta
Per una recta amb l'equació següent:
{\displaystyle P=P_{1}+U(P_{2}-P_{1})}
Per determinar cada punt (x,y) de la recta es fa servir U que és una incògnita. P1 i P₂ són les coordenades de 2 punts de la recta (x1,y1) i (x₂,y₂), la distància entre aquests 2 punts és d'1 unitat (U=1) el que implica que el vector (x1,y1)(x₂,y₂) sigui normalitzat. El punt (x,y) a trobar és doncs:
{\displaystyle x=x_{1}+U(x_{2}-x_{1})}
{\displaystyle y=y_{1}+U(y_{2}-y_{1})}
La circumferència queda definida per l'equació {\displaystyle (x-x_{3})^{2}+(y-y_{3})^{2}=r^{2}} on {\displaystyle (x_{3},y_{3})} és el centre de la circumferència i r el seu radi.
La substitució de l'equació de la recta en la circumferència dona una equació de la forma b² - 4ac
{\displaystyle a=(x_{2}-x_{1})^{2}+(y_{2}-y_{1})^{2}}
{\displaystyle b=2\{(x_{2}-x_{1})(x_{1}-x_{3})+(y_{2}-y_{1})(y_{1}-y_{3})\}}
{\displaystyle c=x3^{2}+y3^{2}+x1^{2}+y1^{2}-2(x3*x1+y3*y1)-r^{2}}
Hi ha tres possibles casos en funció del valor de b² - 4ac:
- No hi ha intersecció: {\displaystyle b^{2}-4ac<0}

- La recta és tangent en un punt: {\displaystyle b^{2}-4ac=0}

En aquest cas: 
{\displaystyle U={\frac {-b}{2a}}}
- Hi ha dos punts d'intersecció: {\displaystyle b^{2}-4ac>0}

{\displaystyle U1={\frac {-b-(b^{2}-4ac)}{2a}}} i {\displaystyle U2={\frac {-b+(b^{2}-4ac)}{2a}}}

## Rectes tangents
La recta tangent a una circumferència en un punt P és perpendicular al diàmetre que passa per P. L'equació de la recta tangent a una circumferència de radi r centrada a l'origen en el punt (x1, y1) és
{\displaystyle xx_{1}+yy_{1}=r^{2}.\!\ }
Per tant, el pendent d'una circumferència a (x1, y1) ve donat per:
{\displaystyle {\frac {dy}{dx}}=-{\frac {x_{1}}{y_{1}}}.}
De forma més general, el pendent en un punt (x, y) a la circumferència {\displaystyle (x-a)^{2}+(y-b)^{2}=r^{2}}, és a dir, la circumferència centrada a (a, b) amb radi r, ve donat per
{\displaystyle {\frac {dy}{dx}}={\frac {a-x}{y-b}},}
a condició que {\displaystyle y\neq b}.

## Relació entre el radi de les circumferències inscrites i el de la circumferència

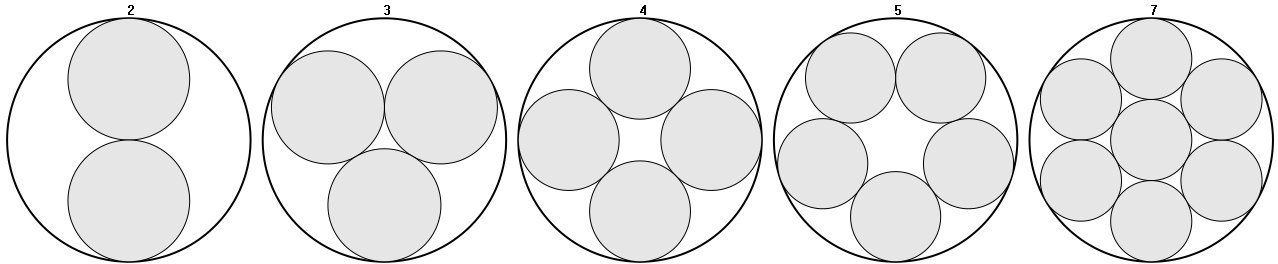
Il·lustració de l'única disposició de circumferències inscrites.

- Radi {\displaystyle R'} de les 2 circumferències més grans inscrites en la circumferència de Radi {\displaystyle R} i de superfície {\displaystyle S}{\displaystyle R'={\frac {R}{2}}}
- Radi {\displaystyle R'} i superfície {\displaystyle S'} de les 3 circumferències més grans inscrites{\displaystyle R'={\frac {R}{1+{\sqrt {\frac {4}{3}}}}}\qquad 3S'={\frac {S}{\left({\frac {2+{\sqrt[{}]{3}}}{3}}\right)^{2}}}}
- Radi {\displaystyle R'} i superfície {\displaystyle S'} de les 4 circumferències més grans inscrites{\displaystyle R'={\frac {R}{1+{\sqrt {2}}}}\qquad 4S'={\frac {S}{\frac {3+{\sqrt {8}}}{4}}}}
- Radi {\displaystyle R'} de les 5 circumferències més grans inscrites{\displaystyle R'={\frac {R}{1+{\sqrt {2+{\sqrt {\frac {4}{5}}}}}}}}
- Radi {\displaystyle R'} de les 7 circumferències més grans inscrites (1 circumferència central envoltada d'altres 6){\displaystyle R'={\frac {R}{3}}}

## Àrea
L'àrea del cercle delimitat per una circumferència és:
{\displaystyle A=\pi \cdot r^{2}}

## Teoremes relacionats amb la circumferència

### Angles inscrits en una circumferència

Teorema de l'angle inscrit

Un angle inscrit (en els exemples de la figura són els angles blau i verd) és exactament la meitat de l'angle central corresponent (vermell). Per això, tots els angles inscrits que abracen el mateix arc (rosa) són iguals. Els angles inscrits en l'arc (marró) són suplementaris. En particular, tots els angles inscrits que abracen un diàmetre són un angle recte (ja que l'angle central és de 180 graus).

### Potència d'un punt respecte a una circumferència

Potència d'un punt respecte a una circumferència

Si M és un punt i {\displaystyle \Gamma } és una circumferència de centre O i de radi R, llavors, per tota recta que passa per M i talla el cercle a A i B, es té
Aquest valor no depèn de la recta escollida, sinó només de la posició de M respecte a la circumferència.
Fixeu-vos que
- si M és fora de la circumferència,{\displaystyle MA\times MB=OM^{2}-R^{2}} ;
- si {\displaystyle M} és a l'interior de la circumferència, {\displaystyle OM^{2}-R^{2}=-MA\times MB} ;aquest producte correspon al producte de les mesures algebraiques MA i MB.

S'anomena potència del punt M respecte a la circumferència el producte de les mesures algebraiques § = MA i § = MB. Aquest producte és independent de la recta escollida i sempre val {\displaystyle OM^{2}-R^{2}}.
Quan el punt M és fora de la circumferència, és possible traçar tangents a la circumferència que passen pel punt. Dient T el punt de contacte d'una d'aquestes tangents, segons el teorema de Pitàgores en el triangle {\displaystyle OMT}, la potència de M és MT². La igualtat
és suficient per afirmar que la recta (MT) és tangent a la circumferència.
La potència d'un punt permet verificar que quatre punts són cocíclics: en efecte, si
- {\displaystyle A}, {\displaystyle B}, {\displaystyle C}, {\displaystyle D} són quatre punts tals que ({\displaystyle AB}) i ({\displaystyle CD}) es tallen a {\displaystyle M} i
- MA×MB = MC×MD (en mesures algèbriques),

llavors els quatre punts són cocíclics.

### Problema de Napoleó
El problema de Napoleó consisteix a construir només amb compàs el centre d'una circumferència donada.
Sigui la circumferència {\displaystyle {\mathcal {C}}} que és la circumferència de la qual es vol determinar el centre. Sigui un punt A de {\displaystyle {\mathcal {C}}}.
Una circumferència {\displaystyle {\mathcal {C}}_{1}} centrada a A talla {\displaystyle {\mathcal {C}}} en B i B'.
Dues circumferències {\displaystyle {\mathcal {C}}_{2}} centrades a B i B' i que passen per A es tallen al punt C.
Una circumferència {\displaystyle {\mathcal {C}}_{3}} centrada a C i que passa per A talla {\displaystyle {\mathcal {C}}_{1}} a D i D'
Dues circumferències {\displaystyle {\mathcal {C}}_{4}} centrades a D i D' i que passen per A es tallen al centre de {\displaystyle {\mathcal {C}}}.
Observació: és necessari, perquè la construcció sigui realitzable, prendre un radi de la circumferència {\displaystyle {\mathcal {C}}_{1}}, una quantitat ni massa gran, ni massa petita. Més precisament, cal que aquest radi estigui comprès entre la meitat i el doble del radi de la circumferència {\displaystyle {\mathcal {C}}}.

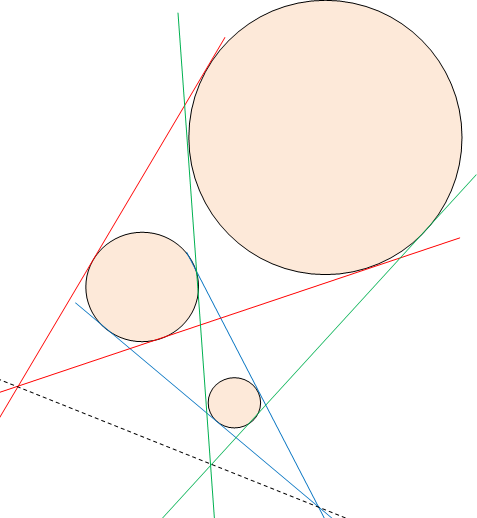
Teorema de Monge

### Teorema de Monge
El teorema de Monge estableix que si es tracen tres circumferències qualssevol de manera que cap d'elles estigui completament inscrita dins de cap altra, i es tracen les tangents exteriors a cada parell de circumferències, els punts on es tallen els tres parells de tangents es troben alineats.
Aquest teorema admet una versió tridimensional que estableix que els vèrtexs dels cons tangents dos a dos a quatre esferes pertanyen al mateix pla.

teorema de les set circumferències

### Teorema de les set circumferències
El teorema de les set circumferències estableix que si a partir d'una circumferència donada, es dibuixen sis circumferències de forma que cada una sigui tangent al mateix temps a la circumferència inicial i a les seves dues veïnes, llavors les tres rectes que uneixen els punts de tangència amb la circumferència inicial i oposats entre si, es tallen totes tres en un únic punt.
A la figura es presenta un dels molts casos com es poden construir les set circumferències, la circumferència vermella és la circumferència inicial, les negres les sis circumferències tangents al mateix temps a la vermella i a cada una de les seves dues veïnes, les rectes blaves són les que uneixen els punts de tangència oposats i el punt verd on concorren les tres rectes simultàniament.

## Circumferència d'Apol·loni

La definició d'Apol·loni d'una circumferència: d_{1}/d₂ = constant.

Apol·loni de Perge va demostrar que una circumferència també es pot definir com el conjunt de punts en un pla que té una proporció constant de distàncies a dos focus fixos, A i B. D'aquesta circumferència es diu de vegades que es dibuixa respecte de dos punts.
La demostració és de la manera següent. Un segment de recta PC divideix l'angle interior APB, ja que els segments són semblants:
{\displaystyle {\frac {AP}{BP}}={\frac {AC}{BC}}.}
De forma anàloga, un segment de recta PD divideix l'angle exterior corresponent. Com que la suma de l'angle interior i l'exterior dona 180 °, l'angle CPD és exactament de 90 °, és a dir un angle recte. El conjunt de punts P que formen un angle recte amb un segment de recta CD donat formen una circumferència, de la qual CD n'és el diàmetre.

### Proporció anharmònica
Una propietat estretament relacionada de les circumferències implica la geometria de la proporció anharmònica de punts al pla complex. Si A, B, i C són com a dalt, llavors la circumferència d'Apol·loni per a aquests tres punts és la col·lecció de punts P per als quals el valor absolut de la proporció anharmònica és igual a un:
{\displaystyle |[A,B;C,P]|=1.}
Dit d'una altra manera, P és un punt en la circumferència d'Apol·loni si i només si la proporció anharmònica [A,B;C,P] està sobre la circumferència unitària al pla complex.

### Circumferències generalitzades
Si C és el punt mitjà del segment AB, llavors la col·lecció de punts P que satisfan la condició d'Apol·loni
{\displaystyle {\frac {|AP|}{|BP|}}={\frac {|AC|}{|BC|}}}   (1)
no és una circumferència, sinó una recta.
Així, si a A, B, i C són punts donats diferents en el pla, llavors el lloc geomètric dels punts P que satisfan (1) s'anomena una circumferència generalitzada. Pot ser una autèntica circumferència veritable o una recta. En aquest sentit una recta és la generalització de la circumferència quan el radi és infinit.

Circumferències de Ford. Una circumferència descansa en cada fracció en termes més baixos. Les circumferències més forques són per a les fraccions 0/1, 1/1, 1/2, 1/3, 2/3, 1/4, 3/4, 1/5, 2/5, 3/5 i 4/5. Cada circumferència és tangent a la línia base i les seves circumferències veïnes. Les fraccions irreduïbles amb el mateix denominador tenen circumferències de la mateixa mida.

## Circumferències de Ford i d'Apol·loni

### Circumferències de Ford
Una circumferència de Ford és una circumferència amb centre a (p/q, 1/(2q²)) i radi 1/(2q²), on p/q és una fracció irreduïble, és a dir p i q són enters coprimers.
La circumferència de Ford associada amb la fracció p/q es denota C[p/q] o C[p, q]. Hi ha una circumferència de Ford associada a cada nombre racional. A més a més, la línia y = 1 es considera com a circumferència de Ford - es pot pensar com la circumferència de Ford associada amb l'infinit, que és el cas de p = 1, q = 0.
Dues circumferències de Ford diferents són o bé disjuntes o bé tangents una amb l'altra. Cap parella de circumferències de Ford no es tallen - tot i que hi ha una circumferència de Ford tangent a en cada punt de l'eix d'abscisses amb coordenada racional.
Les circumferències de Ford són un cas particular de les circumferències d'Apol·loni generat per les rectes y = -0,5 i y = 1,5 i la circumferència C[0/1].

### Circumferències d'Apol·loni

Un exemple de conjunt de circumferències d'Apol·loni

Els conjunts de circumferències d'Apol·loni es generen a partir de trios de circumferències, en els que cada circumferència és tangent a les altres dues. S'anomenen així en honor d'Apol·loni de Perge.
Un conjunt de circumferències d'Apol·loni es pot construir de la manera següent: es comença amb tres circumferències C1, C2 i C3, cada una de les quals ha de ser tangent a les altres dues (en la construcció general, aquestes tres circumferències poden ser de qualsevol mida, mentre tinguin tangents comunes). Apol·loni va descobrir que hi ha unes altres dues circumferències que no s'encreuen, C4 i C5, les quals tenen la propietat de què són tangents a tres de les circumferències originals - aquestes s'anomenen circumferències d'Apol·loni (vegeu el teorema de Descartes). Afegint les dues circumferències d'Apol·loni a les tres originals, ara es tenen cinc circumferències.
S'agafa una de les dues noves circumferèncias d'Apol·loni - per exemple C4. És tangent a C1 i C2, així el trio de circumferències C4, C1 i C2 té al seu torn dues circumferències d'Apol·loni. Ja se'n coneix una d'aquestes - és C3 - però l'altra és una circumferència nova C6.
D'una manera similar es pot construir una altra circumferència nova C7 que és tangent a C4, C2 i C3, i una altra circumferència C8 des de C4, C3 i C1. Això dona 3 circumferències noves. Es poden construir tres circumferències noves més a partir de C5, en conjunt donen sis circumferències noves. Juntament amb les circumferències C1 a C5, això dona un total d'11 circumferències.
Continuant la construcció etapa per etapa d'aquesta manera, es poden afegir 2·3n circumferències noves a cada etapa, donant un total de circumferències de 3n+1 + 2 després de n etapes. En el límit, aquest conjunt de circumferències són un tamís apol·lonià.
El tamís apol·lonià té una dimensió Hausdorff d'aproximadament 1,3057.